# China Salesman
Pour plus de détails, voir Fiche technique et Distribution.
China Salesman (en chinois : 中国推销员), aussi connu sous le nom de Deadly Contract ou Tribal Warfare, est un film chinois d'action sortit en 2017, réalisé et co-écrit par Tan Bing.
Le rôle principal est tenu par Li Dongxue, et le film met également en vedette Mike Tyson, ainsi que Steven Seagal. Il est sorti sur les écrans chinois le 16 juin 2017.

## Synopsis
Yan Jian, un jeune ingénieur informatique chinois, se porte volontaire pour se rendre en Afrique du Nord et aider l'entreprise pour laquelle il travaille à remporter un concours. Le gagnant peut détenir le droit de contrôler la communication entre le Sud et le Nord.
L'espion français Michael reçoit l'ordre de se rendre en Afrique du Nord et de remporter la compétition, afin que la France puisse contrôler les ressources minérales de l'Afrique. Il engage le meilleur mercenaire d'Afrique, Lauder, et un ancien général, Kabbah, pour l'aider.
Yan découvre leur complot et est le seul à pouvoir les arrêter. Mis en difficulté par Kabbah sur le point de le tuer, il est sauvé in extremis par un officier de l'ONU français, qui lui permet de rapporter les preuves du complot et mettre à jour les manipulations des autres compétiteurs.

## Fiche technique
- Titre : China Salesman, Deadly Contract, Tribal Warfare
- Réalisation : Tan Bing
- Scénario et dialogues : Tan Bing, Sholom Gelt
- Photographie : Man-Ching Ng
- Montage : Hai Huang, Yifan Zhang
- Producteurs : Tan Bing, Li Dean, Peikang La, Yin Shugui
- Sociétés de production : Cleopatra Entertainment
- Genre : Action
- Pays d'origine : Chine
- Langue : Anglais
- Format : couleur - 4K
- Durée : 110 minutes
- Date de sortie :
  - Chine : 15 juin 2018

## Distribution
- Li Dongxue : Yan Jian
- Mike Tyson : Kabbah
- Janicke Askevold : Susanna
- Li Ai : Ruan Ling
- Eriq Ebouaney : Cheik Asaid
- Clovis Fouin : Michael
- Steven Seagal : Lauder
- Zijian Wang : Zheng Ming
- Anthony Gavard : Officier de l'ONU
- Henri Bruno : Omar
- Joaquim Tivoukou : Isam
- Alexandre Boumbou : Le président
- Xuan Miao : Zhao Yang
- Sidiki Bakaba : Général du sud
- Diana Hubel : Lola